# Sparkassenhaus Dresden

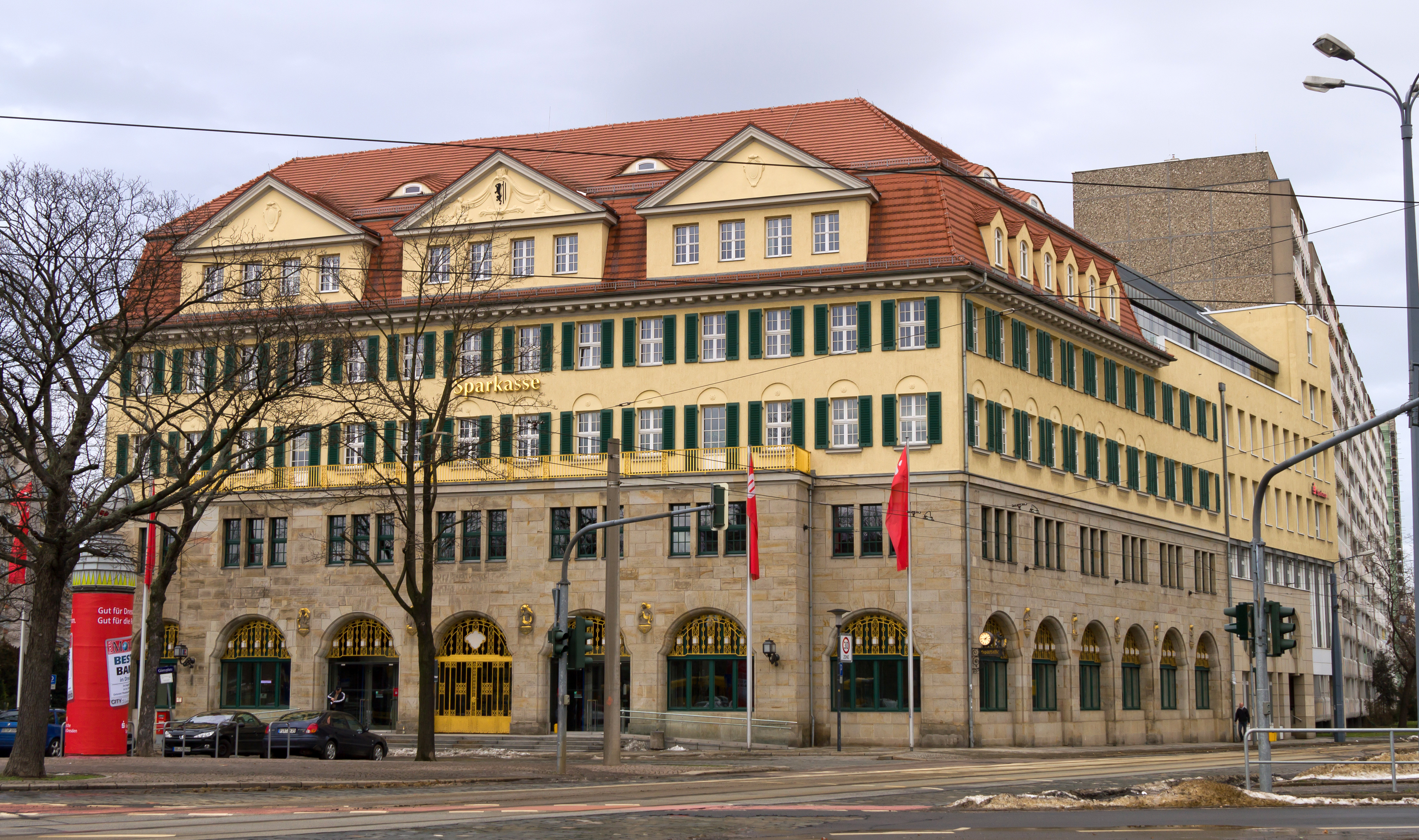
Sparkassenhaus am Güntzplatz; der im Hintergrund stehende Plattenbauriegel an der Gerokstraße wurde 2013 abgerissen.

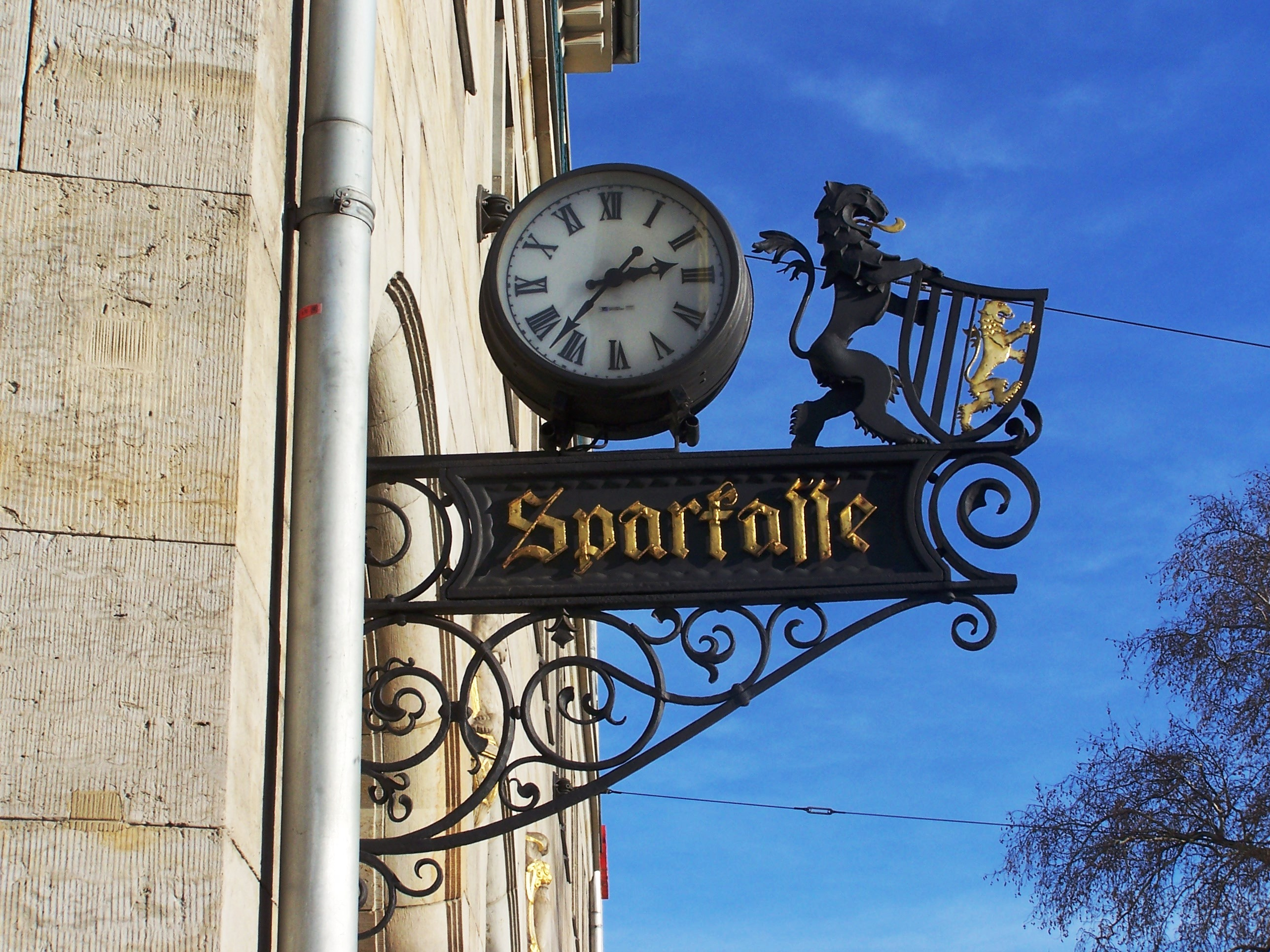
Detail mit Nasenschild

Das Sparkassenhaus Dresden ist ein denkmalgeschütztes Gebäude in Dresden, das früher als Stadthaus diente (Stadthaus Johannstadt).

## Beschreibung
Der am Güntzplatz 5 gelegene Bau wurde von Hans Erlwein errichtet und am 3. Juli 1914 eröffnet. In ihm waren Geschäfte wie Cafe, Konditorei, eine Filiale von Pfunds Molkerei und Behörden wie Stadtsteueramt, Versicherungsamt und Wohlfahrtsamt sowie die Straßenmeisterei untergebracht.
Seit 1927 steht eine der ältesten erhaltenen Litfaßsäulen Dresdens vor dem Haus.
Nach Zerstörungen während der Luftangriffe auf Dresden im Zweiten Weltkrieg ist heute nur noch die barockisierende Fassade erhalten, hinter der sich ein moderner Innenausbau von 1997 sowie ein Lichthof befinden.
Das Gebäude zählt zu der Vielzahl der zu Beginn des 20. Jahrhunderts um den Güntzplatz errichteten öffentlichen Bauten. Heute ist es Hauptsitz der Ostsächsischen Sparkasse Dresden.